# Deerlijk
Deerlijk és un municipi belga de la província de Flandes Occidental a la regió de Flandes, situat entre Kortrijk i Waregem. Comprèn les parròquies de Sint-Columba, Onze-Lieve-Vrouw-Onbevlekt Ontvangen (Sint-Lodewijk) i Sint-Anna (Molenhoek).

## Seccions
| #      | Nom                                 | Habitants |
| ------ | ----------------------------------- | --------- |
| I (II) | Deerlijk - Deerlijk - Sint-Lodewijk |           |

## Situació

Mapa de Deerlijk

| - a. Harelbeke - b. Beveren (Waregem) - c. Desselgem (Waregem) - d. Waregem i Nieuwenhove (Waregem) - e. Vichte (Anzegem) - f. Otegem (Zwevegem) - g. Heestert (Zwevegem) - h. Zwevegem (Zwevegem) |

## Personatges il·lustres
- Hugo Verriest